# Antonio Allochio
Antonio Allocchio (Paitone, Llombardia, 20 de setembre de 1888 - Serle, Llombardia, 18 de juliol de 1956) va ser un tirador d'esgrima italià que va competir en els anys posteriors a la Primera Guerra Mundial.
El 1920 va prendre part en els Jocs Olímpics d'Anvers, on disputà una sola prova del programa d'esgrima, la d'espasa per equips, en què guanyà la medalla d'or.